# بالش (آلبانی)
بالش (به لاتین: Ballsh) یک شهر در آلبانی است که در ناحیه مالاکاستر واقع شده‌است.